# Frontenay-Rohan-Rohan

Frontenay Rohan-Rohan este o comună în departamentul Deux-Sèvres, Franța. În 2009 avea o populație de 3,012 de locuitori.